# Temple ancestral de Foshan
Pour les articles homonymes, voir Temple ancestral (métro de Foshan).
Le Temple ancestral (chinois : 祖廟), qui rend grâce à l'Empereur du Nord, un dieu Taoïste, parmi des autres déité[e]s, est un temple situé à Foshan, Guangdong, Chine.
Transformé après la fondation de la République populaire de Chine, en 1949, en musée municipal de Foshan, ce temple fait maintenant partie des principaux trésors culturels placés sous la protection du gouvernement provincial du Guangdong,.

## Galerie de photographies
|  |  |  |
|  |  |  |